# 4457 van Gogh
4457 van Gogh este un asteroid din centura principală, descoperit pe 3 septembrie 1989, de Eric Elst.